# Good-Time Girl
Good-Time Girl é um filme de drama produzido no Reino Unido, dirigido por David MacDonald e lançado em 1948. É baseado no romance Night Darkens the Street, de Arthur La Bern.